# François Kinsoen

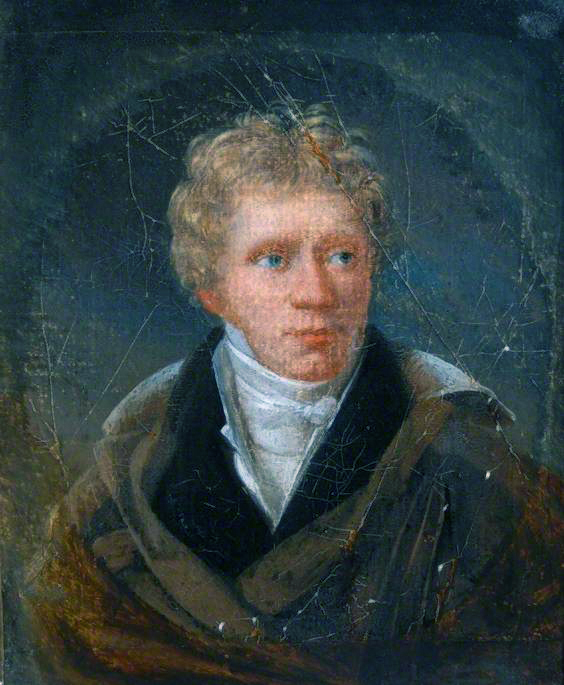
Zelfportret van François-Joseph Kinsoen

François Kinsoen, ook Kinson gespeld (Brugge, 28 januari 1770 – 18 oktober 1839), was een Vlaams kunstschilder.

## Levensloop

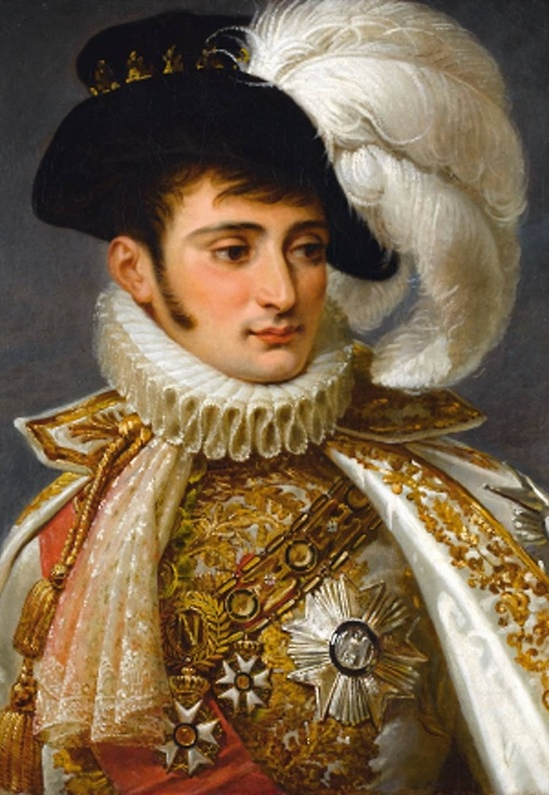
Jerôme Bonaparte, koning van Westfalen

Frans Jozef Kinsoen was de oudste zoon van smid Frans Kinsoen en van Jeanne Duslier. Hij was de oudste van minstens tien kinderen, van wie de meeste jong stierven.
Hij ging in de leer aan de Brugse Kunstacademie bij kunstschilder Bernard Fricx (1754-1814) en ornamentist L.F. De Grave. Hij werd in 1790 primus van de klas naar het model. Hij ging zich vervolmaken in Gent en in Brussel.
Hij verhuisde in 1794 naar Parijs, toen de Terreur ten einde liep. Zijn schildersstijl sloot aan bij die van Jacques-Louis David. Op 31 oktober 1801 trouwde hij in Parijs met Augustine Le Prince. Het huwelijk bleef kinderloos.
Kinsoen integreerde zich in het Parijse leven en zocht de steun en vriendschap van andere Bruggelingen en Belgen die talrijk in Parijs waren neergestreken. In 1806 en 1807 nam hij deel aan een banket dat deze landgenoten verenigde. In 1807 was hij vergezeld van zijn vrouw, dochter van een voormalige architect van de koning. Hij ontmoette er ook de vroegere prefect van het departement van de Leie, graaf Justin de Viry, en mocht zijn portret maken.
In 1808 werd hij officiële hofschilder bij Jérôme Bonaparte, de koning van Westfalen. In Kassel werd hij een gevierde portretschilder.

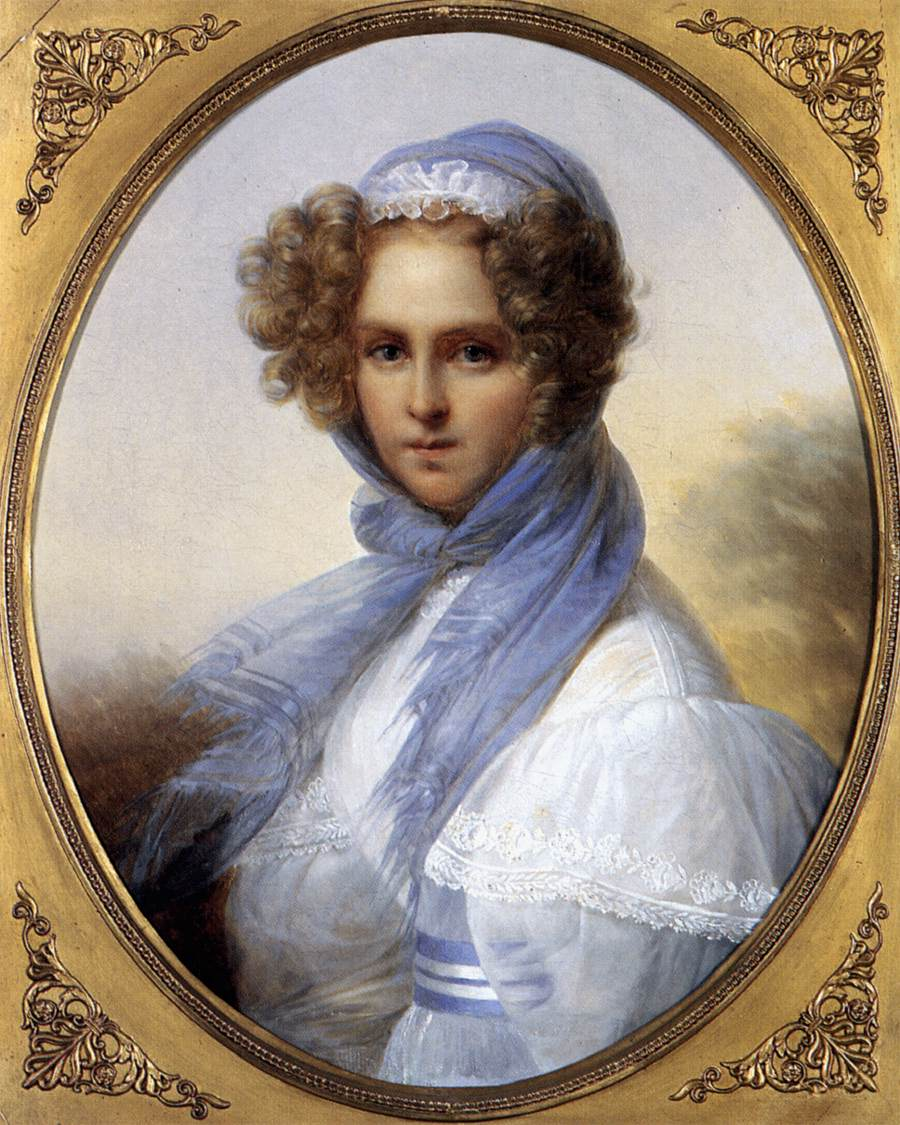
Portret van een dame door François-Joseph Kinsoen

Dit eindigde in 1813 bij het opdoeken van het jonge koninkrijk en Kinsoen keerde naar Parijs terug. Hij vond er vlug een nieuwe patroon in de persoon van de hertog van Angoulème (1775-1844), de zoon van koning Karel X. Hij mocht ook voor koning Lodewijk XVIII schilderen. Na de Julirevolutie van 1830 verdween ook deze werkgever. Ondertussen had hij ook al voor het hof van het Verenigd Koninkrijk der Nederlanden opdrachten uitgevoerd.
Kinsoen vond het de goede tijd om af en toe met zijn vrouw naar Brugge terug te keren en er nu en dan een portret te schilderen. 
Heel wat van de schilderijen die nog in het bezit van de schilder waren gebleven, werden na de dood van het echtpaar op verschillende tijdstippen aangekocht door het echtpaar John en Joséphine Bowes, stichters van het Barnard Castle Museum in County Durham. Verschillende portretten door Kinsoen behoren tot de collectie van dit museum.

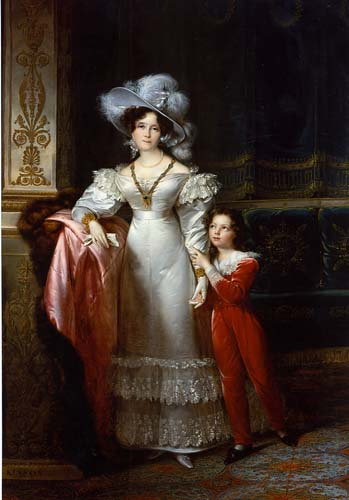
gravin Mac-Mahon met haar kleinzoon

De Kinsoens bleven in Parijs wonen, en hij produceerde verder veel portretten, vooral van dames uit de aristocratie. Hij nam er ook deel aan het mondaine leven en gaf muzikale avonden in zijn 'bien belle demeure'. Hij overleed toevallig in Brugge, tijdens een bezoek aan zijn zussen. Hij werd op het Brugs kerkhof begraven.

## Musea
Werk van Kinsoen vindt men onder meer in de Musea van Arras, Bordeaux, Barnard Castle, Brugge, Den Haag, Moulins, Ajaccio en Versailles.

## Portretten
Kinsoen maakte het portret van heel wat prominenten, onder meer van:
- de vier dochters van graaf François-Theodore de Thiennes deRumbeke
- Willem II
- Anna Paulowna
- de hertog van Angoulème (drie portretten zijn gekend)
- graaf Bernadotte
- Napoleon I
- koning Jérôme Bonaparte (talrijke portretten)
- koningin Catharina von Würtenberg (verschillende portretten)
- koning Joseph Bonaparte (verschillende portretten)
- Pauline Bonaparte (verschillende portretten)
- prins Borghese
- Elisa Bonaparte
- generaal Leclerc
- gravin de Mac-Mahon
- maarschalk Ney
- Alfred de Vigny
- graaf Siméon
- Charles Corbon de Blénac
- hertogin de Berry
- Lieven Bauwens
- Napoleon de Pauw
- Anselme de Peellaert en zijn zoons
- gravin de Peellaert, de Gistelles en haar dochters

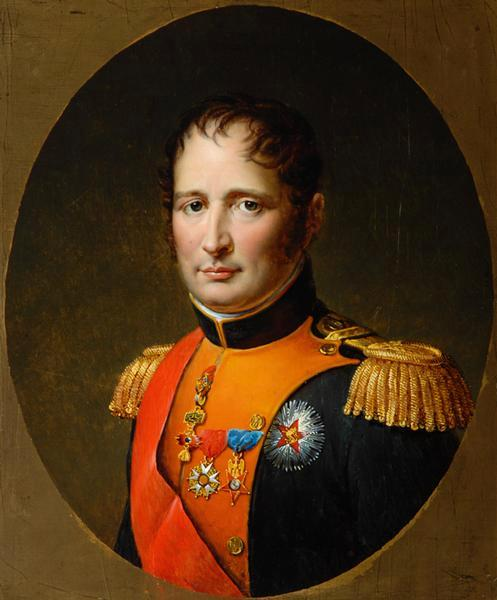
Busteportret van Joseph Bonaparte, bewaard in het Bowes Museum

- graaf Jean-François Dejean
- graaf Justin de Viry
- gravin de Lariboisière
- prins Eugène de Ligne
- koning Leopold I van België

## Tekeningen

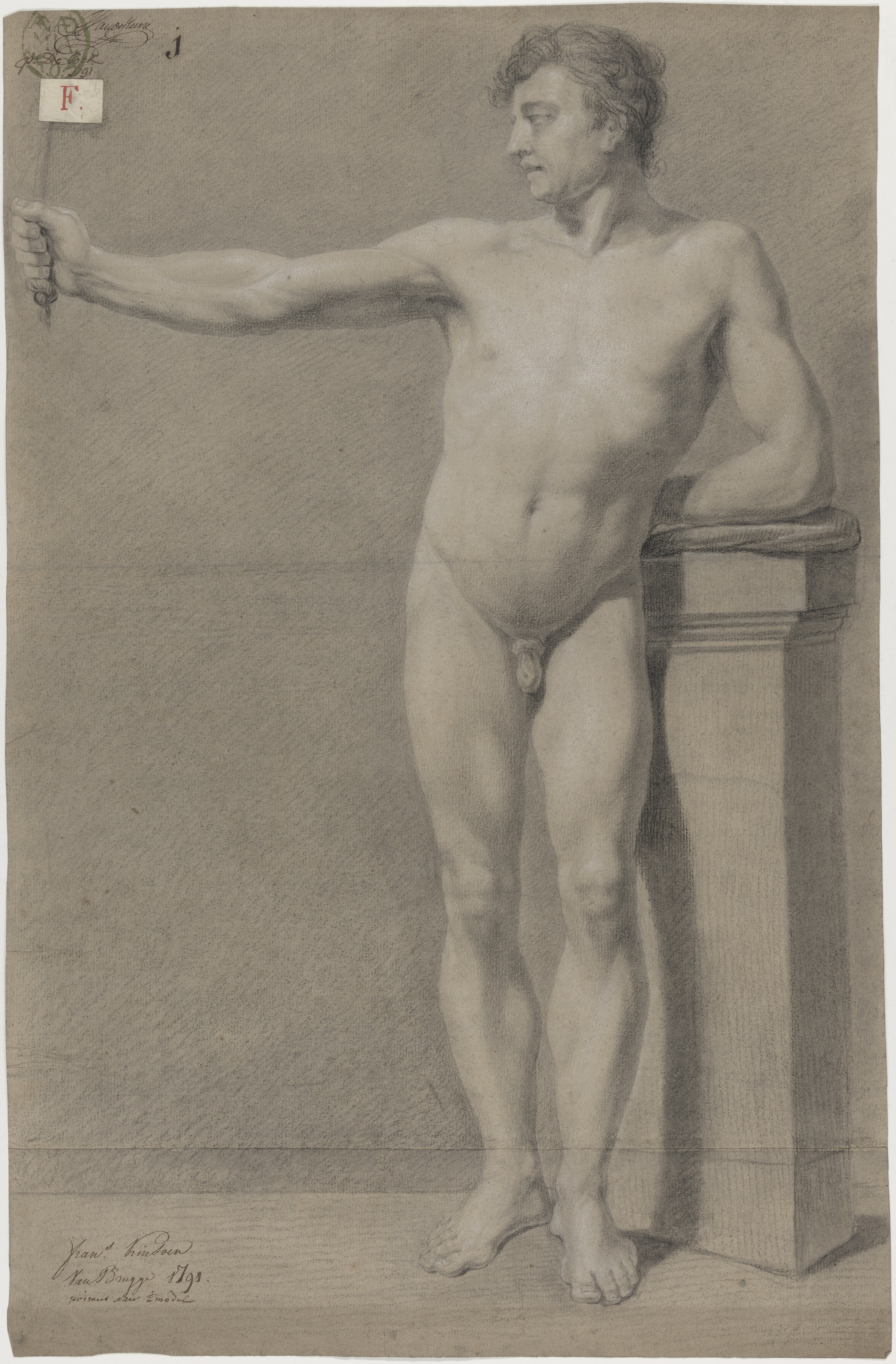
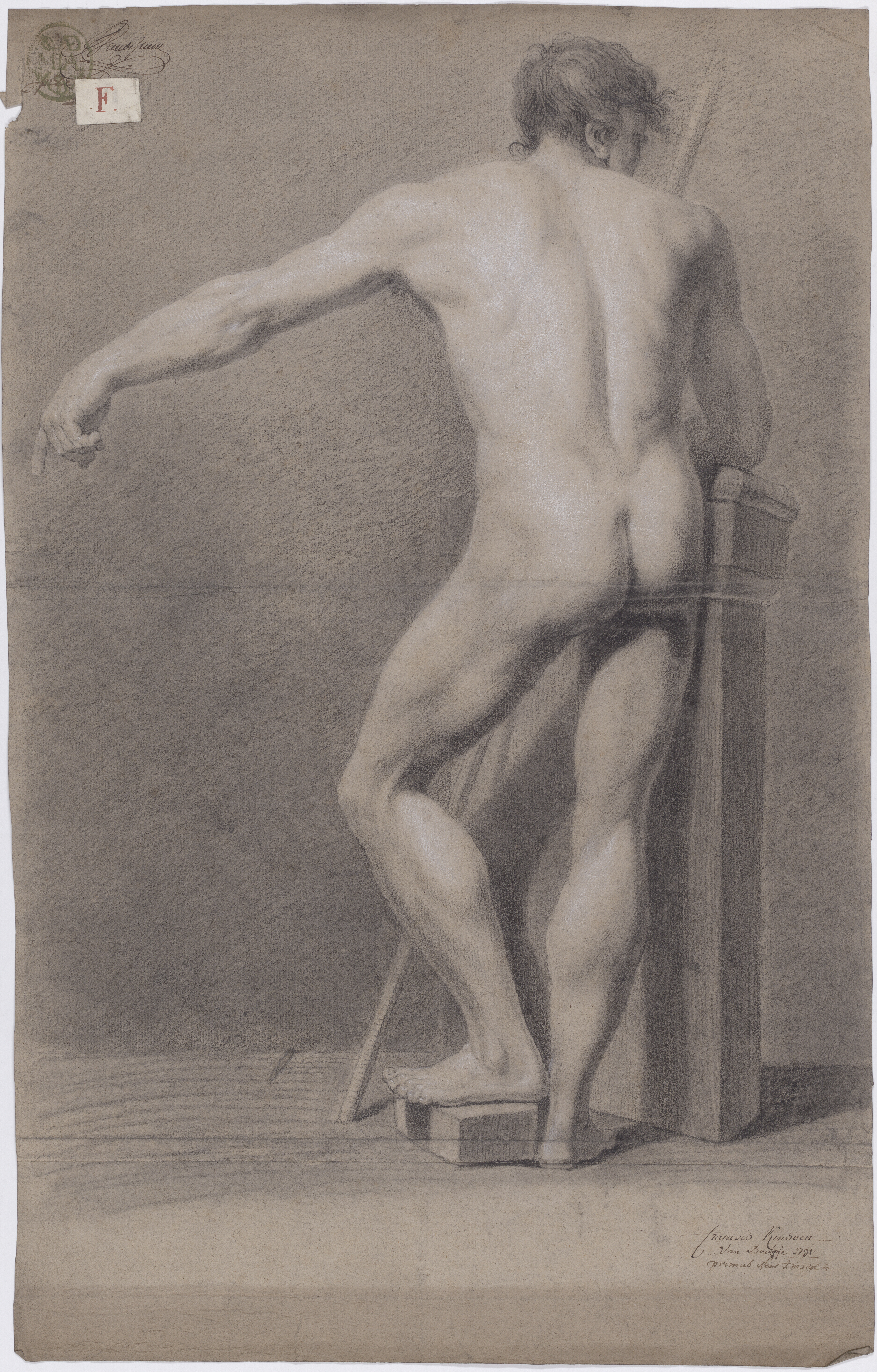

## Literatuur

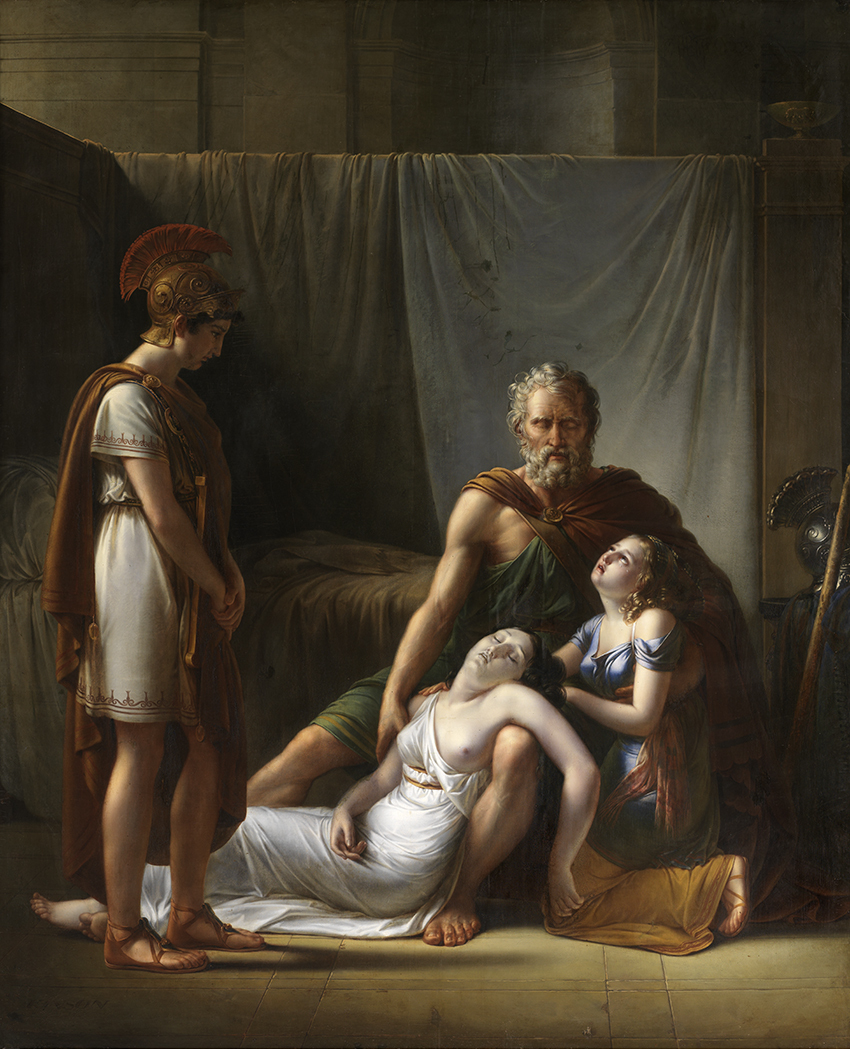
De dood van de vrouw Belisarius, Musea Brugge